# Brauhaus Musikanten
Die Brauhaus Musikanten sind ein deutsches Blasorchester, das hauptsächlich böhmische und mährische Blasmusik spielt.
Die Brauhaus Musikanten bestehen aus 20 Musikern, die aus der Gegend um Kaltental im Ostallgäu stammen. Der musikalische Leiter ist der Flügelhornist Martin Ehlich.
Im Jahr 2013 wurden sie Landesmeister der bayerisch-böhmischen Blasmusik, im Jahr darauf Europameister der böhmisch-mährischen Blasmusik in der Oberstufe. Im Herbst 2017 gewannen sie die erste Ausgabe des „Grand Prix der Blasmusik“.
Die Blaskapelle tritt u. a. auf Festivals wie dem Woodstock der Blasmusik (2015, 2017, 2018) oder dem Egerländer Open Air in Altusried auf.
Die Brauhaus Musikanten sind Mitglied im Allgäu-Schwäbischen Musikbund.

## Diskografie
- 2014: ansatzsache – Blasmusik die schmeckt
- 2016: Nachschlag
- 2019: ein[GESCHENK]t

## Erfolge
- 2013: Landesmeister der bayerisch-böhmischen Blasmusik
- 2014: Europameister der böhmisch-mährischen Blasmusik in der Oberstufe
- 2017: Erster Gewinner des "Grand Prix der Blasmusik"